# Constantin Stroe
Constantin Stroe (n. 24 martie 1942, Hulubești, comuna Hulubești, Dâmbovița – d. 17 decembrie 2016, București) a fost un inginer român, fost director general și membru al Consiliului de Administrație al companiei Dacia Automobile S.A.
Constantin Stroe a absolvit Universitatea Politehnică din București. Și-a început cariera în industria auto în 1968, când s-a angajat ca inginer la Uzina de Automobile Pitești. În decursul celor peste 30 de ani de activitate, Constantin Stroe a avansat treptat în cadrul companiei, ocupând succesiv funcțiile de șef de atelier, inginer șef și director tehnic.
În noiembrie 1987, la două săptămâni de la Revolta de la Brașov, Constantin Stroe a fost dat afară de la Dacia deoarece a refuzat să preia conducerea fabricii de autocamioane, în ciuda faptului că propunerea era făcută de primul-ministru Constantin Dăscălescu la inițiativa lui Nicolae Ceaușescu. A lucrat apoi o perioadă la turnătoria din Slatina, apoi la Întreprinderea de Piese și Subansamble Auto din Scornicești și la Oltcit Craiova. În 1988 a fost numit director la Întreprinderea de Autoturisme Timișoara, conducând colectivul care a produs autoturismul Dacia Lăstun. La începutul anului 1990 s-a întors la Pitești, în funcția de Director General al uzinelor Dacia, funcție pe care și-a păstrat-o și după privatizarea societății. A devenit Vice-Președinte al Consiliului de Administrație în 2002.
În 2004, a fost decorat de statul francez cu distincția Cavaler al Ordinului Național al Legiunii de Onoare. În 2012, Constantin STROE a fost decorat de statul român cu Ordinul Național Serviciul Credincios în grad de Cavaler.
Pe lângă poziția de la Dacia, Constantin Stroe a fost Președintele Asociației Constructorilor Români de Automobile.
A murit pe 17 decembrie 2016, la Spitalul Clinic de Urgență „Bagdasar-Arseni” din București, în urma unui accident vascular cerebral.